# Шпротава
Шпротава (пол. Szprotawa, нім. Sprottau) — місто в західній Польщі, на річках Бубр і Шпротава.
Належить до Жаганського повіту Любуського воєводства.

## Демографія
Демографічна структура станом на 31 березня 2011 року:
|          | Загалом | Допрацездатний вік | Працездатний вік | Постпрацездатний вік |
| -------- | ------- | ------------------ | ---------------- | -------------------- |
| Чоловіки | 6065    | 1138               | 4369             | 558                  |
| Жінки    | 6565    | 1095               | 3813             | 1657                 |
| Разом    | 12630   | 2233               | 8182             | 2215                 |